# Geminiano Giacomelli
Geminiano Giacomelli (a veces Jacomelli) (Piacenza, 28 de mayo de 1692 – Loreto, 25 de enero de 1740) fue un compositor musical italiano.
En 1724 fue nombrado maestro de capilla del Duque de Parma.  A partir de la primera interpretación de su ópera Ipermestra, en 1724, se convirtió en uno de los compositores de ópera más populares de su época. Entre 1724 y 1740 compuso 19 óperas. Su obra más conocida es  Cesare in Egitto (1735). También escribió música sacra, incluyendo ocho salmos para tenor y bajo, y algunos conciertos con bajo cifrado.  En 1738 Giacomelli volvió a ser maestro de capilla, esta vez en la Basílica de la Santa Casa de Loreto. Murió en esa ciudad en 1740.

## Obras

### Óperas
- Ipermestra (Venecia, 1724)
- Catone in Utica (Viena 1727;[1] Teatro Ducale, Milán, 1736)
- Scipione in Cartagine (Venecia, 1728)
- Zidiana (Milán, 1728)
- Astianatte  (Alessandria, 1729)
- Gianguir (Venecia, 1729)
- Lucio Papirio dittatore (Parma, 1729)
- Scipione in Cartagine nuova (Parma, 1730)
- Semiramide riconosciuta (Milán, 1730)
- Annibale (Roma, 1731)
- Epaminonda (Venecia, 1732)
- Rosbale (Roma, 1732)
- Alessandro Severo (Piacenza, 1732)
- Adriano in Siria (Venecia, 1733)
- Il Tigrane (Piacenza, 1733)
- La caccia in Etolia (Viena, 1733)
- La Merope (Venice, 1734)
- Artaserse (Teatro Pubblico, Pisa, 1734)
- Cesare in Egitto (Milán, 1735)
- Nitocri, regina d'Egitto (Rome, 1736)
- Arsace (Prato, 1736)
- Demetrio (Teatro Regio, Turín, 1736)
- La costanza vincitrice in amore (dramma pastorale per musica – Parma, 1738)
- Achille in Aulide (Teatro Argentina, Rome, 1739)

### Pastiches
- Lucio Papirio dittatore (música de Giacomelli y Handel) (King's Theatre, Londres, 1732).
- Circe (Theatre am Gänsemarkt, Hamburgo, 1734)

## Grabaciones
- Giacomelli: Fiamma vorace: Opera Arias Flavio Ferri-Benedetti (contratenor) Musica Fiorita. Pan Classics.